# صفحه اختسک
صفحه اختسک (انگلیسی: Okhotsk Plate) یک صفحه زمین‌ساختی فرعی است که دریای اختسک، شبه‌جزیره کامچاتکا و جزیره ساخالین در روسیه و ناحیه توهوکو و هوکایدو در ژاپن را می‌پوشاند. این صفحه قبلاً جزئی از صفحه آمریکای شمالی در نظر گرفته می‌شد، اما مطالعات جدید مشخص کرد که صفحه اختسک، صفحه‌ای مستقل است که در شمال توسط صفحه آمریکای شمالی محدود می‌شود. مرز این دو صفحه گسل راست‌لغز و چپ‌لغزی به نام اولاخان است. صفحه اختسک در سمت شرق در محل درازگودال کوریل-کامچاتکا و درازگودال ژاپن از صفحه اقیانوس آرام جدا می‌شود. در سمت جنوب نیز در محل ناوه نانکایی از صفحه دریای فیلیپین جدا شده و در غرب توسط صفحه اوراسیا و احتمالاً در جنوب‌غربی توسط توسط صفحه آمور محدود می‌شود.

## زمین‌شناسی
مرز میان صفحه اختسک و صفحه آمور عامل بسیاری از زمین‌لرزه‌های روی‌داده در دریای ژاپن و جزیره ساخالین مانند زمین‌لرزه نفته‌گورسک در سال ۱۹۹۵ بوده است. این زمین‌لرزه که در شمال ساخالین روی داد، دارای مقیاس بزرگای گشتاوری ۷٫۱ و بزرگای موج سطحی ۷٫۵ بود. این زمین‌لرزه شهر نفتگورسک را ویران ساخت و شهر پس از زمین‌لرزه بازسازی نشد. دیگر زمین‌لرزه‌های درون‌ورقه‌ای مانند زمین‌لرزه دریای ژاپن در ۲۶ مه ۱۹۸۳ و زمین‌لرزه هوکایدو در سال ۱۹۹۳ باعث ایجاد سونامی در دریای ژاپن شدند.
مرز میان صفحه اختسک و صفحه اقیانوس آرام یک منطقه فرورانش است که در این مرز صفحه اقیانوس آرام به زیر صفحه اختسک رانده می‌شود که باعث بروز زمین‌لرزه‌های بسیاری مانند زمین‌لرزه و سونامی ۲۰۱۱ توهوکو در ساحل غربی هونشو گردیده است.
اندازه‌گیری‌ها با GPS و دیگر مطالعات که صفحه اختسک به آرامی و در جهت ساعت‌گرد در حال چرخش است. مدل‌ها نشان‌دهنده این است که چرخش این صفحه به میزان ۰٫۲ درجه در میلیون سال حول قطب مغناطیسی در شمال ساخالین در حال روی‌دادن است.